# Basel
Basel (germană: Basel, franceză: Bâle, italiană: Basilea) este un oraș în Elveția, capitală a cantonului Basel-Oraș. Este situat în nord-vestul Elveției, pe râul Rin, în apropiere de colțul celor trei frontiere dintre Germania, Franța și Elveția. Este al treilea cel mai mare oraș din Elveția ca populație (după Zürich și Geneva), cu o populație de 180.000 de locuitori, în timp ce zona sa metropolitană cuprinde circa 541.000 locuitori (2018) în Elveția doar, și ajunge până la 829.000 locuitori (2007) incluzând zonele limitrofe frontierei din țările vecine.
Conglomeratul Basel este situat la granița Elveției cu Franța și Germania, motiv pentru care este înfrățit cultural cu regiunile Alsacia (Franța) și Baden-Württemberg (Germania). 
Basel constituie primul port la Rin accesibil pentru navele de gabarit mare, ultimul port fiind Rotterdam în Olanda. În cantonul Basel este situată cascada Rinului de la Schaffhausen, obstacol major în navigație.

## Personalități născute aici
- Matthäus Merian (1593 - 1650), gravor;
- Jakob Bernoulli (1655 - 1705), matematician, fizician;
- Johann Bernoulli (1667 - 1748), matematician;
- Leonhard Euler (1707 - 1783), matematician, fizician;
- Johann II Bernoulli (1710 - 1790), matematician, fizician;
- Johann III Bernoulli (1744 - 1807), matematician;
- Jakob II Bernoulli (1759 - 1789), matematician;
- Jacob Burckhardt (1818 - 1897), istoric;
- Karl Barth (1886 - 1968), teolog;
- Frithjof Schuon (1907 - 1998), filozof;
- Oliver Jens Schmitt (n. 1973), istoric;
- Roger Federer (n. 1981), jucător de tenis.